# Nagoya Arsenal
O arsenal de Nagoya foi uma coleção de cinco grandes instalações militares localizadas em Nagoya, Japão e em seu redor. Produziu vários equipamentos de guerra para o exército e a aeronáutica japonesa durante a Segunda Guerra Mundial incluindo a arma do tipo espingarda 99 Arisaka. As instalações específicas do arsenal foram construídas, por exemplo, em Atsuta, Chikusa, Takagi e Toriimatsu.

## Toriimatsu
A instalação de Toriimatsu foi responsável, em parte, pela produção da "espingarda Type 99". A instalação de Toriimatsu foi convertida após a guerra em uma fábrica de papel (Ouji Seshi), localizada na cidade de Kasugai. Hoje o local pode ser acessado a partir de Nagoya no Japan Railways Group Chūō Main Line, várias paragens a nordeste da estação de Chikusa.